# Frangula purshiana
Frangula purshiana là một loài thực vật có hoa trong họ Táo. Loài này được Cooper mô tả khoa học đầu tiên năm 1860.

## Hình ảnh

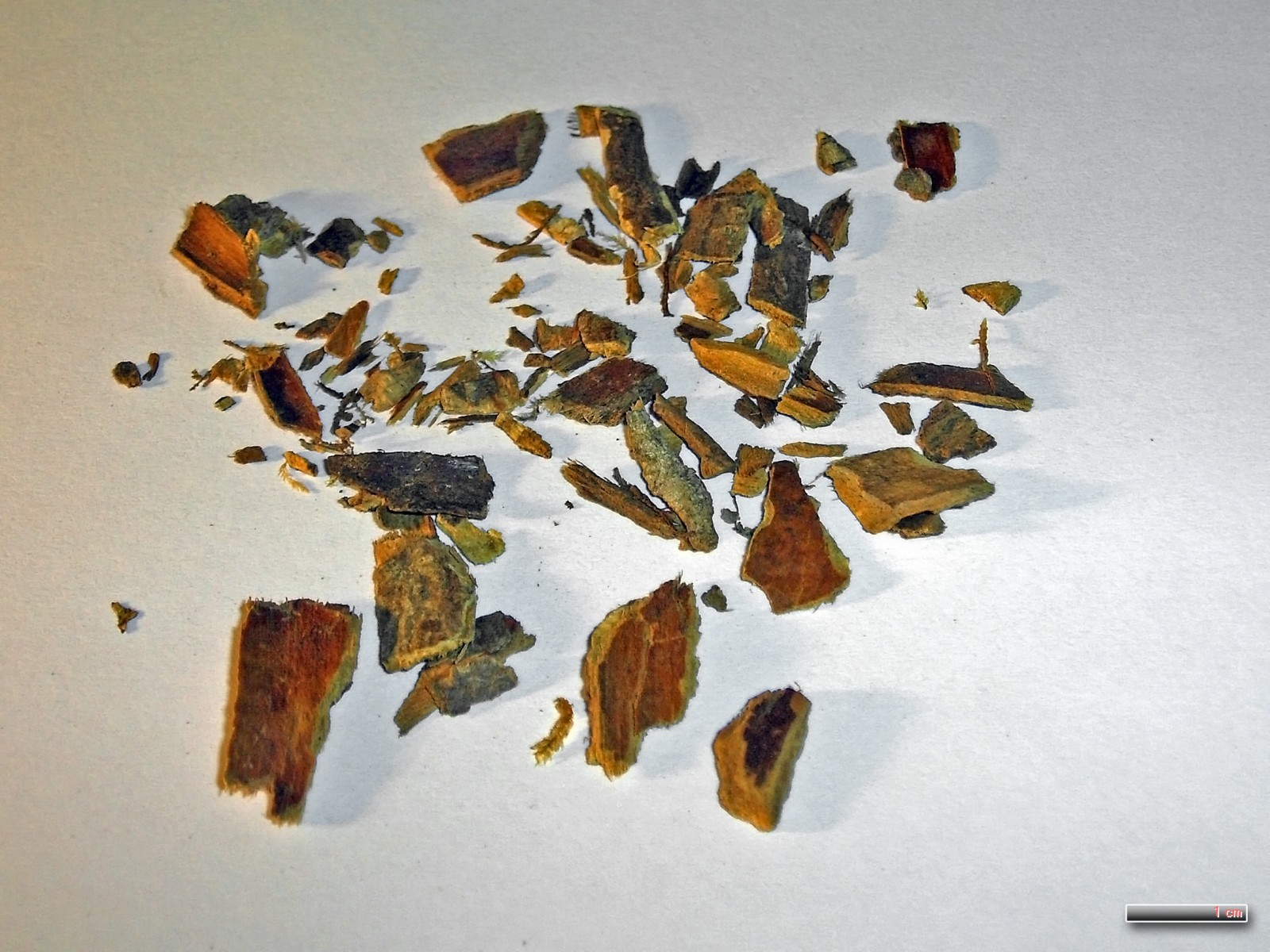
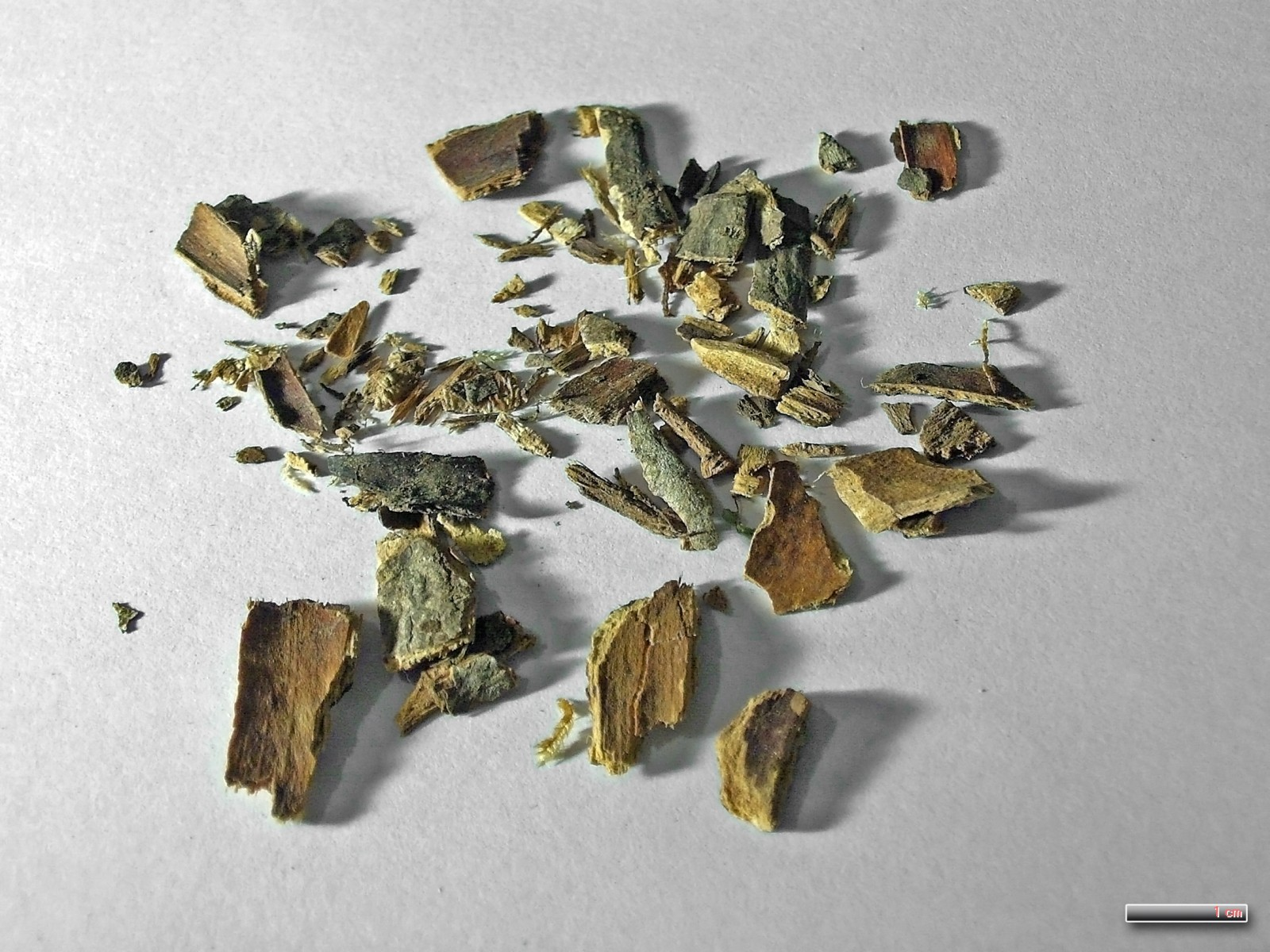
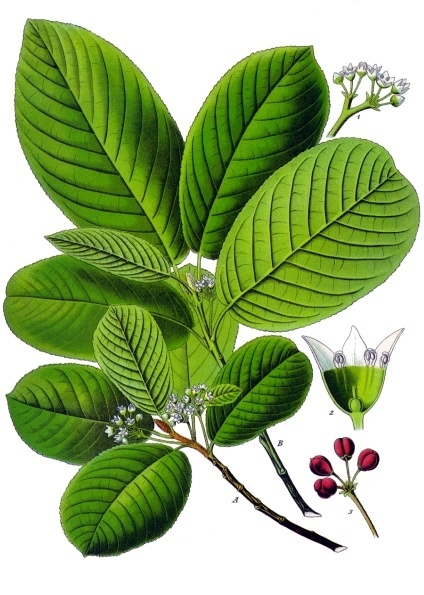
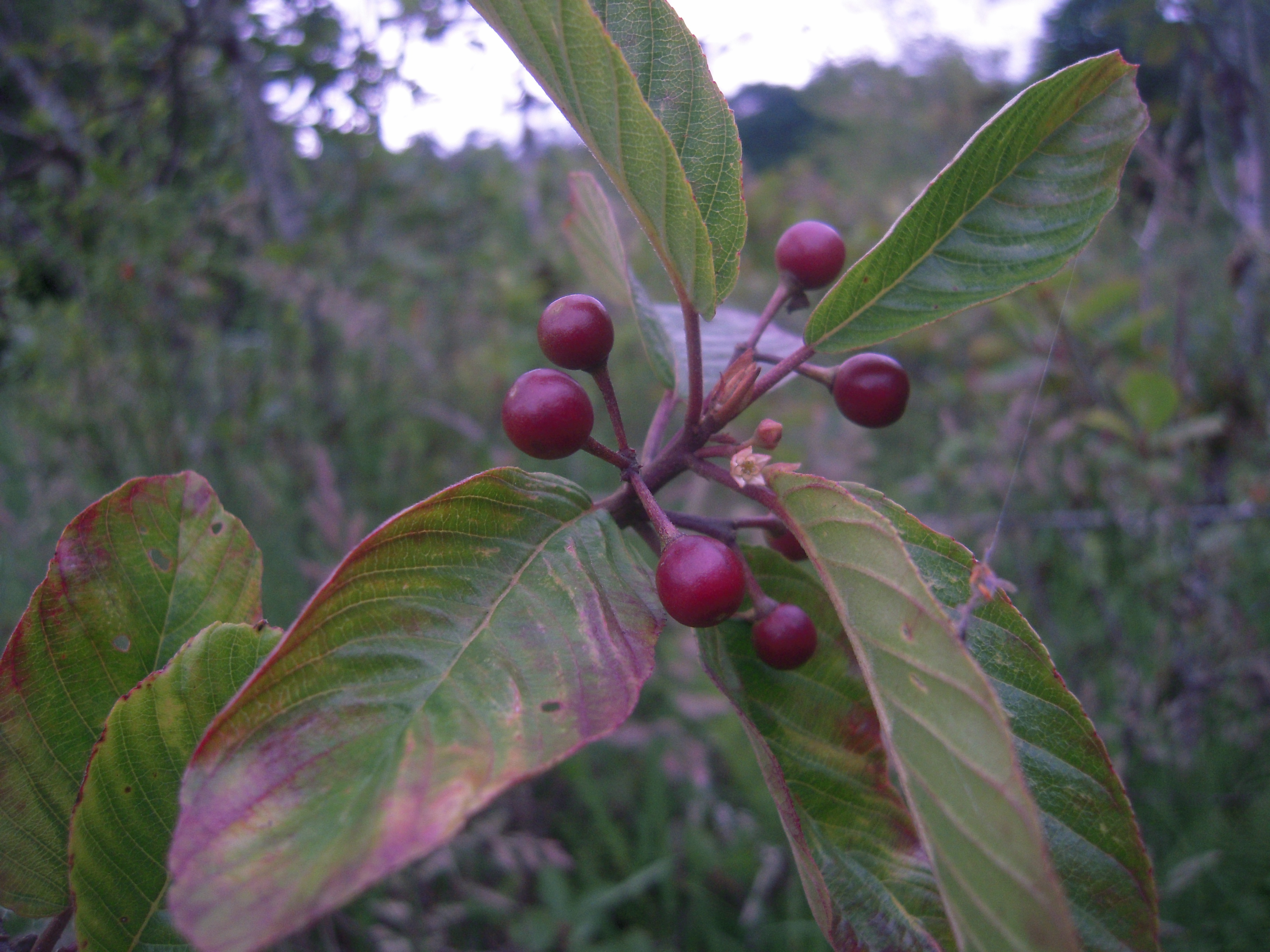